# ويليام ماكشيري
ويليام ماكشيري (بالإنجليزية: William McSherry)‏ (و. 1799 – 1839 م) هو كاهن كاثوليكي، ومدير أكاديمي، ومدرس أمريكي، ولد في تشارلز تاون، توفي في Georgetown University main campus ‏، عن عمر يناهز 40 عاماً ، بسبب سرطان المعدة.

## مناصب
تولى منصب
- Provincial superior [الإنجليزية]‏، Maryland Province of the Society of Jesus ‏ 1839–1839
- President of Georgetown University ‏ 25 ديسمبر 1837–نوفمبر 1839
- قس، St. Ignatius Church  [لغات أخرى]‏ 1834–1837
- Provincial superior [الإنجليزية]‏، Maryland Province of the Society of Jesus ‏ 7 فبراير 1833–أكتوبر 1837

.

## التعليم
تعلم في جامعة جورجتاون 6 نوفمبر 1813–6 فبراير 1815، وتعلم في الجامعة الغريغورية الحبرية
.